# Мостовский, Михаил Степанович
Михаил Степанович Мостовский (1838—?) — российский педагог, географ, знаток театра, научный писатель. Занимал должность правителя канцелярии московского генерал-губернатора.
В 1862 году окончил Московский университет. Преподавал географию в 3-й московской гимназии, затем поступил на чиновничью службу. Был главой артистического кружка и большим театралом. Был учителем Власа Дорошевича, который в 1903 году посвятил его юбилею статью, напечатанную в журнале «Русское слово». Также был правителем канцелярии по построению храма Христа Спасителя.
Главные работы: «Этнографические очерки России» (Москва, 1874), «Учебник географии России с картой Европейской России» (5 изданий: Москва, 1864, 1867, 1870, 1874, 1875), «Приготовительный курс всеобщей и русской географии», «Учебный курс всеобщей географии Европы» (Москва, 1874), «Храм Христа Спасителя в Москве» (чтение для народа; 3 издания: Москва, 1884, 1889, 1896), «История храма Христа Спасителя в Москве», «Добрый друг. Книга для народного чтения».